# Ratones Paranoicos (álbum de 2009)
Ratones Paranoicos (también llamado Ratones Paranoicos 09) es el undécimo y último álbum de estudio de la banda de rock argentina homónima, editado en 2009 por Discos Popart. 
En este álbum volvieron a contar con la colaboración de Andrew Loog Oldham, exproductor de los Rolling Stones, quien produjo varios álbumes de los Ratones durante los años 1990. Dos años después de editar este álbum, el 9 de agosto de 2011, por medio de un comunicado de prensa los miembros de la banda confirmaron su separación.

## Detalles
Cinco años hacía que Ratones Paranoicos no grababan un álbum de estudio y decidieron titularlo con el nombre de la banda, al igual que su disco debut.
El grupo grabó 11 nuevas canciones para esta placa bajo el mando del productor inglés Andrew Loog Oldham, responsable de álbumes cruciales en la carrera de Los Rolling Stones, Rod Stewart y Eric Clapton, y que produjo para la agrupación argentina el celebrado Fieras lunáticas, de 1991. 
El disco marca el regreso a estudios de Pablo Memi como bajista, luego de que fuera reemplazado desde 1998 a 2007 por Fabian Von Quintiero. 
Ratones Paranoicos cuenta con invitados de la talla de Luis Alberto Spinetta, quién coescribió y puso su voz en “Sacrificio japonés”, el primer sencillo del disco. También participa Álex Lora (El Tri) y el dúo español Pereza en la canción "Te extraño".
Fue editado como disco de vinilo en edición numerada por el sello americano Rainbo Records.

## Lista de canciones
Todas las canciones escritas y compuestas por Juan Sebastián Gutiérrez y Andrew Loog Oldham, excepto donde se indica. 
| N.º   | Título                                                                          | Duración |  |
| 1.    | «No llores»                                                                     | 4:13     |  |
| 2.    | «Sacrificio japonés» (L. A. Spinetta, J. S. Guitiérrez, Roberto Mouro)          | 3:23     |  |
| 3.    | «Toda la ciudad»                                                                | 2:21     |  |
| 4.    | «Hotel Babylon» (J. S. Guitiérrez, Pablo Memi, Eduardo Piva, A. L. Oldham)      | 3:34     |  |
| 5.    | «Chuto» (J. S. Guitiérrez, Pablo Cano, Pablo Memi, Rubén Quiroga, A. L. Oldham) | 3:23     |  |
| 6.    | «Cara verde»                                                                    | 3:58     |  |
| 7.    | «Manicomio»                                                                     | 2:30     |  |
| 8.    | «Flor de liz»                                                                   | 3:36     |  |
| 9.    | «Ruda hembra»                                                                   | 2:54     |  |
| 10.   | «Te extraño»                                                                    | 2:15     |  |
| 11.   | «Cuando te vea»                                                                 | 3:18     |  |
| 35:00 |                                                                                 |          |  |

## Músicos
- Juanse: voz y guitarra.
- Sarcófago: guitarra y coros.
- Pablo Memi: bajo y coros.
- Roy: batería.

Músicos invitados
- Luis Alberto Spinetta: voz en "Sacrificio japonés".
- Álex Lora (El Tri): voz en "Ruda hembra".
- Rubén y Leiva (Pereza): guitarras y coros en "Te extraño".
- Germán Wiedemer: teclados, arreglos y dirección de vientos y cuerdas.
- Rubén Gaitán: armónica.
- Pablo Fortuna: saxo tenor.
- Fabián Veglio: trompeta.
- Marcelo Garófalo: saxo barítono.
- Diego Velázquez: violín.
- Matías de Ezcurra: violonchelo.
- Gabriel Pérez: coros.
- Facundo Rodríguez: coros.
- Roberto Conso: coros.